# Idioma yoruba
El yoruba es un continuo dialectal del África Occidental. Forma parte de las lenguas benué-congo. Se habla en Nigeria, donde es una de las lenguas oficiales, así como en Benín y Togo.
El nombre nativo es èdè Yorùbá (lengua yoruba) y cuenta con 22 millones de hablantes en África Occidental. El término yoruba es utilizado para la forma estandarizada y escrita de la lengua.
El territorio tradicional del yoruba comprende actualmente la porción suroeste de Nigeria, las repúblicas de Benín y Togo y la mitad oriental de Ghana. La lengua se originó entre los pueblos yoruba. Los límites parecen haber sido establecidos geofísicamente por el río Níger.

## Aspectos históricos, sociales y culturales

### Distribución
La gran mayoría de hablantes se encuentra en los estados nigerianos de Oyo, Ogun, Hondo y Kwara, estados que conforman básicamente la región suroccidental de Nigeria. También hay hablantes en algunas regiones de Benín y Togo.
Fuera de la región yoruba (Yorubaland) el idioma yoruba ha tenido una importante influencia entre los esclavos de Brasil y Cuba. Así, los nagôs de Bahía en Brasil conservaron el yoruba como lengua ceremonial hasta muy recientemente. Todavía queda un pequeño número de yorubas en Sierra Leona, e incluso la localidad de Oyotunji en Estados Unidos

### Historia
El estudio del yoruba no empezó en la región yoruba. A principios del siglo XIX los yorubas constituían un porcentaje importante de los hombres y mujeres esclavizados y llevados a América procedentes de África occidental. Como esa época coincidió con la abolición británica del comercio de esclavos, muchos esclavos liberados eran hablantes de yoruba y fueron reasentados en Freetown en Sierra Leona. Cuando el trabajo lingüístico llevado a cabo en Sierra Leona fue extendido a lenguas no autóctonas de la región, el yoruba (o "aku" como se llamaba comúnmente) fue considerado como objeto de estudio. De hecho, en 1831, el yoruba fue una de las dos lenguas africanas escogidas para su uso como lengua escolar para una escuela femenina en Sierra Leona. 
En 1819 se publicó el primer trabajo sobre un dialecto yoruba, un pequeño vocabulario realizado por T. E. Bodwich, diplomático británico en el Imperio Ashanti. Sin embargo, la principal tarea en la normalización del idioma fue llevada a cabo unas décadas más tarde por un miembro de una expedición británica por el Níger, Samuel Crowther, un esclavo liberado que había recibido educación formal y era hablante de yoruba. Crowther colaboró con la Sociedad de la Iglesia Misionera (Church Missionary Society), perteneciente a la Comunión anglicana, que se estableció en Abeokuta (en el actual estado de Ogun). En 1843 publicó la primera gramática yoruba e inició una traducción de la Biblia; también editó un periódico en esa lengua entre 1859 y 1867,[cita requerida] posiblemente el primer periódico en una lengua vernácula en África occidental.[cita requerida] En esa época se formó un grupo, para desarrollar una ortografía eficiente (que incluía algunos dígrafos y letras con diacríticos para representar ciertos fonemas), en el que participó Crowther y que se tradujo en la celebración de una "Conferencia sobre Ortografía" de la Church Missionary Society en Lagos, en 1875. La propuesta tuvo un éxito considerable y se usó para una forma de yoruba estándar (también llamado koiné yoruba o yoruba común). 
La actual ortografía deriva de la propuesta del Yoruba Orthography Committee de 1966 y de un trabajo de Ayọ Bamgboṣes, Yoruba Orthography, publicado en 1965, y es esencialmente la misma propuesta por Crowther y otros a partir de la década de 1840. Como estándar, el yoruba literario es un miembro independiente del grupo de dialectos, la forma escrita de la lengua, la variedad estándar que se aprende en la escuela y que emplean los programas de noticias en la radio. Con una fuerte influencia de los dialectos de Ọyọ e Ibadán, el yoruba estándar incorporó muchas características de otros dialectos.

### Dialecto lucumí
La lengua o dialecto lucumí es una variedad del yoruba utilizado como un lenguaje litúrgico de los sacerdotes de la Santería en el Caribe. Se rige por el vocabulario, la fonética y las estructuras sintácticas del yoruba. En la República Dominicana, la lengua lucumí se utiliza en el ámbito litúrgico y en el ámbito cotidiano por los descendientes de yoruba. En Cuba se usa en las oraciones y ceremonias de la santería.

### Dialecto Osha-ifa
Esta lengua la integran 20 dialectos; los más importantes son: Oyó, Ifé, Iyesá, Ilá, Iyebú, Ekiti, Ondó, Egba y Ovó (nucleados entre sí, por lo que la comunicación en cualquiera de ellos es asequible a todos los individuos). Fue en sus inicios llamados (por los primeros navegantes entre 1650 y 1730) Ulkumi. Con algunas variantes, para denominar esta legión y su idioma después de 1734 (después de publicado el mapa Snelgrave) desaparece y es sustituido por el término Ayó o Eyó, para designar Oyó u Oió. El dialecto de Oyó (o verdadero yoruba) es el más difundido por encontrarse en él elementos de todos los demás. El alfabeto yoruba fue elaborado por los monjes católicos nigerianos, mientras que el primer diccionario se publicó a mediados del siglo XIX (1843). Samuel Ajayi Crowther, antiguo esclavo y quien con posterioridad fuera el primer obispo católico de África Subsaharina, tradujo la Biblia al Yoruba, como mucho antes hiciera Martín Lutero al traducirla al alemán; contribuyendo a la expansión del catolicismo por todos los rincones del planeta

## Descripción lingüística

### Clasificación
El yoruba pertenece al grupo yoruboide de las lenguas benué-vongo (dentro de las lenguas volta-congo), que a su vez pertenecen a la familia de lenguas nigerocongolesas. Otras lenguas yoruboides incluyen el conjunto de dialectos del complejo akoko, además del edekiri y el igala.

### Fonología
Las tres estructuras silábicas posibles es consonante-vocal (CV), vocal sola (V), y silábica nasal (N). Cada sílaba sostiene uno de tres tonos: alto ⟨◌́⟩, medio ⟨◌̄⟩ generalmente dejado no marcado), y bajo ⟨◌̀⟩. La oración n̄ ò lọ (Yo no fui) provee un ejemplo de los tres tipos de sílabas:
- n̄ — [ŋ̄] — yo
- ò — [ò] — no (negación)
- lọ — [lɔ̄] — ir

### Vocales
El yoruba estándar tiene siete vocales orales y cinco nasales. No hay diptongos: las secuencias de vocales se pronuncian como sílabas separadas. Los dialectos difieren en el número de las vocales que tienen.

Diagrama vocálico del yoruba, adaptación de Bamgboṣe (1969:166). Las vocales orales se marcan con puntos negros; las zonas en azul indican el alcance cualitativo posible de las vocales nasales.

|              | Orales   | Orales    | Nasales  | Nasales |
| Frontales    | Traseras | Frontales | Traseras |         |
| ------------ | -------- | --------- | -------- | ------- |
| Cerradas     | i        | u         | ĩ        | ũ       |
| Semicerradas | e        | o         |          |         |
| Semiabiertas | ɛ        | ɔ         | ɛ̃        | ɔ̃       |
| Abiertas     | a        | a         | (ã)      | (ã)     |